# Cândido Sales
Cândido Sales é um município brasileiro no interior e sudoeste do estado da Bahia, na microrregião de Vitória da Conquista e na mesorregião Centro Sul Baiano. Está entre os 24 municípios que compõem o Território de Identidade do Sudoeste Baiano, proposto pela Superintendência de Estudos Econômicos e Sociais da Bahia.
O município de Cândido Sales recebeu esse nome em tributo a um antigo dono de terras da região.

## Geografia

### Municípios limítrofes
- Norte: Belo Campo.
- Sul: Encruzilhada.
- Leste: Vitória da Conquista.
- Oeste: Tremedal e Ninheira - MG.

### Bioma
O bioma de Cândido Sales é a Mata Atlântica. Com relação à vegetação florestal, está presente no município a Mata de Cipó, um tipo de floresta estacional. Na Mata de Cipó há o clima semiárido.

### Clima
O clima de Cândido Sales é semiárido, com estações úmidas e secas. A temperatura média anual é de 20°C a 21°C.

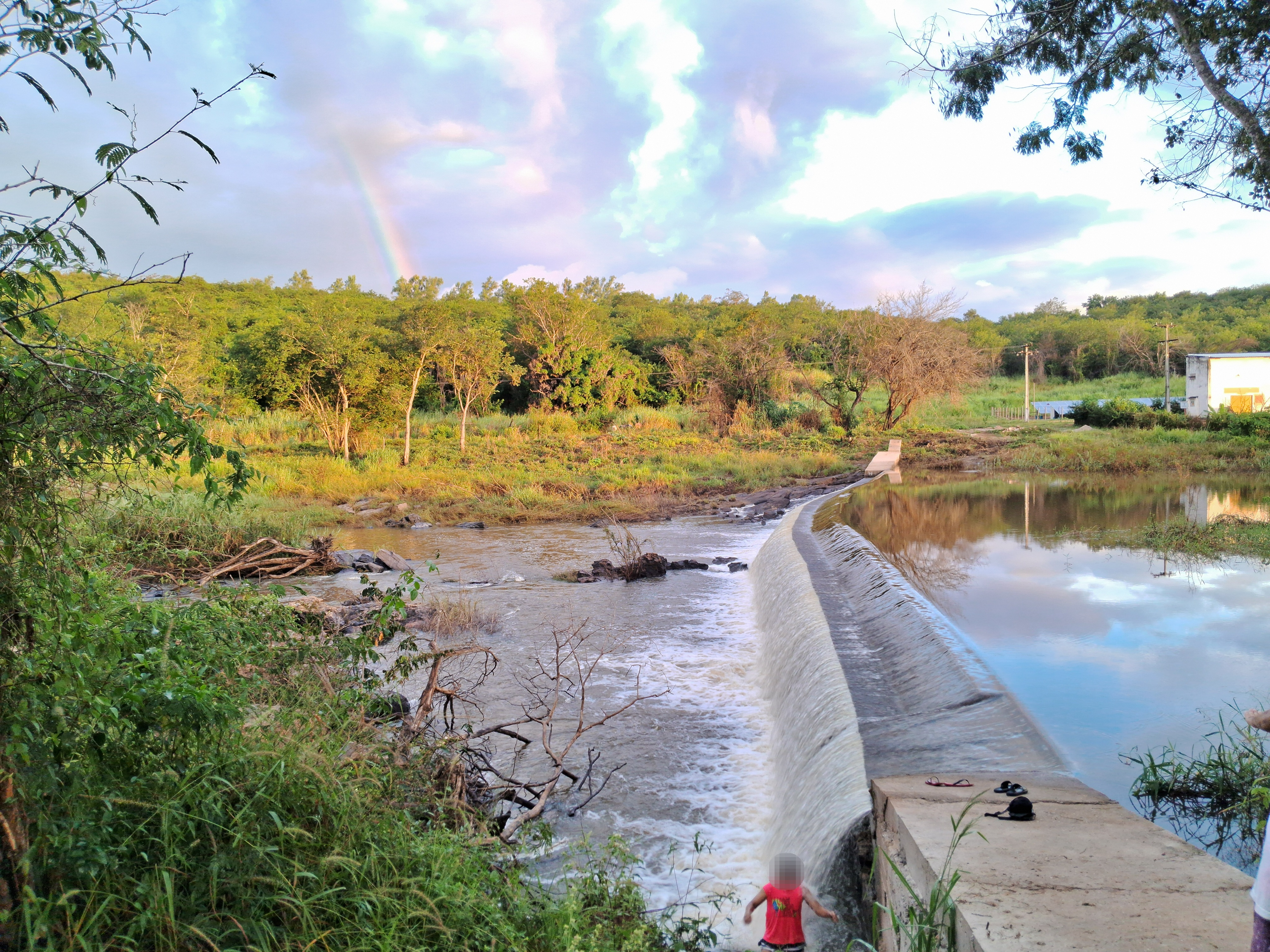
Área rural de Cândido Sales, com destaque para o rio Pardo. Ao fundo, na parte superior na imagem, percebe-se o arco-íris, depois de uma tarde chuvosa

### Hidrografia
O município de Cândido Sales é cortado pelo rio Pardo.

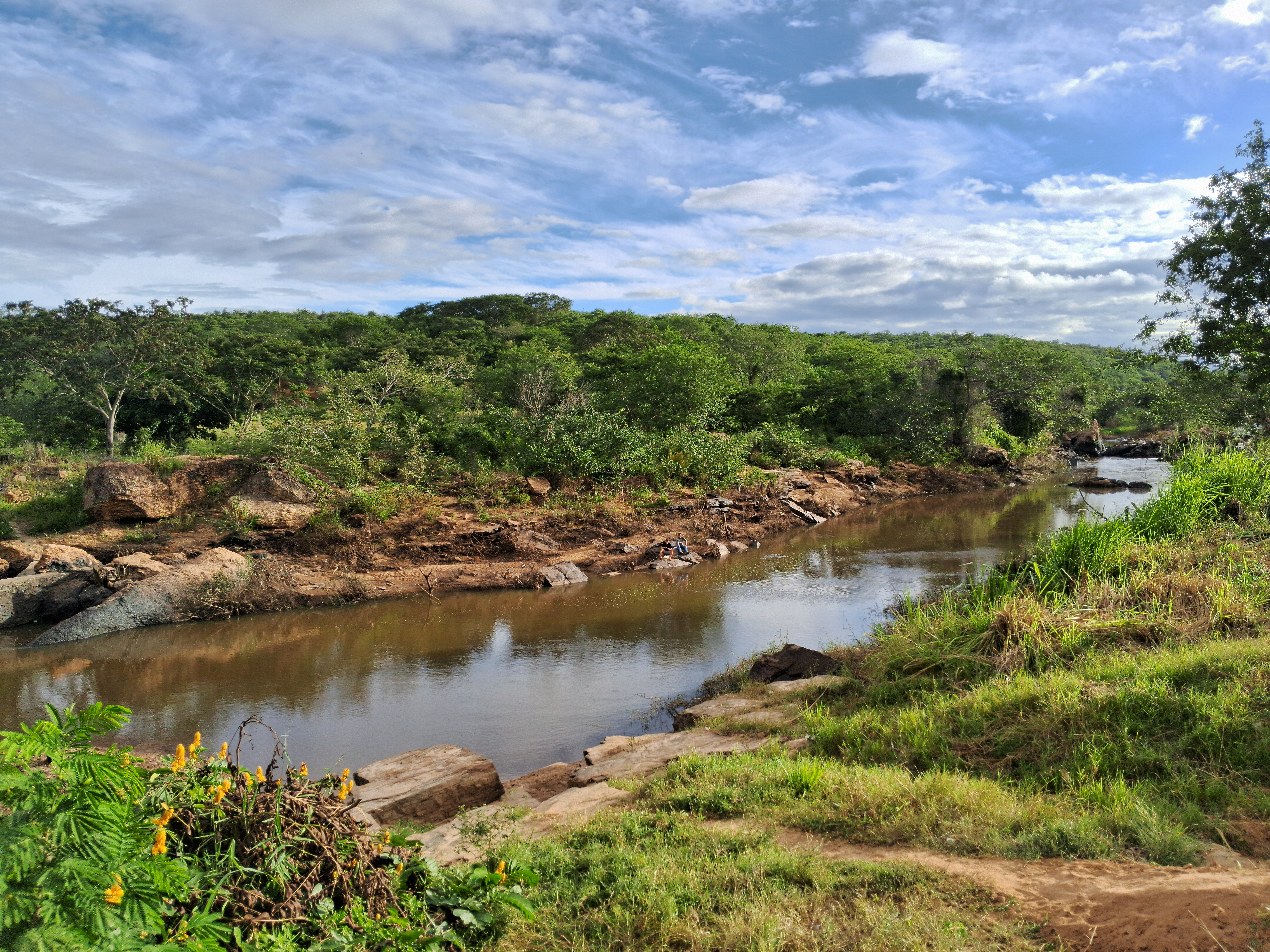
Rio Pardo no município de Cândido Sales

## Economia

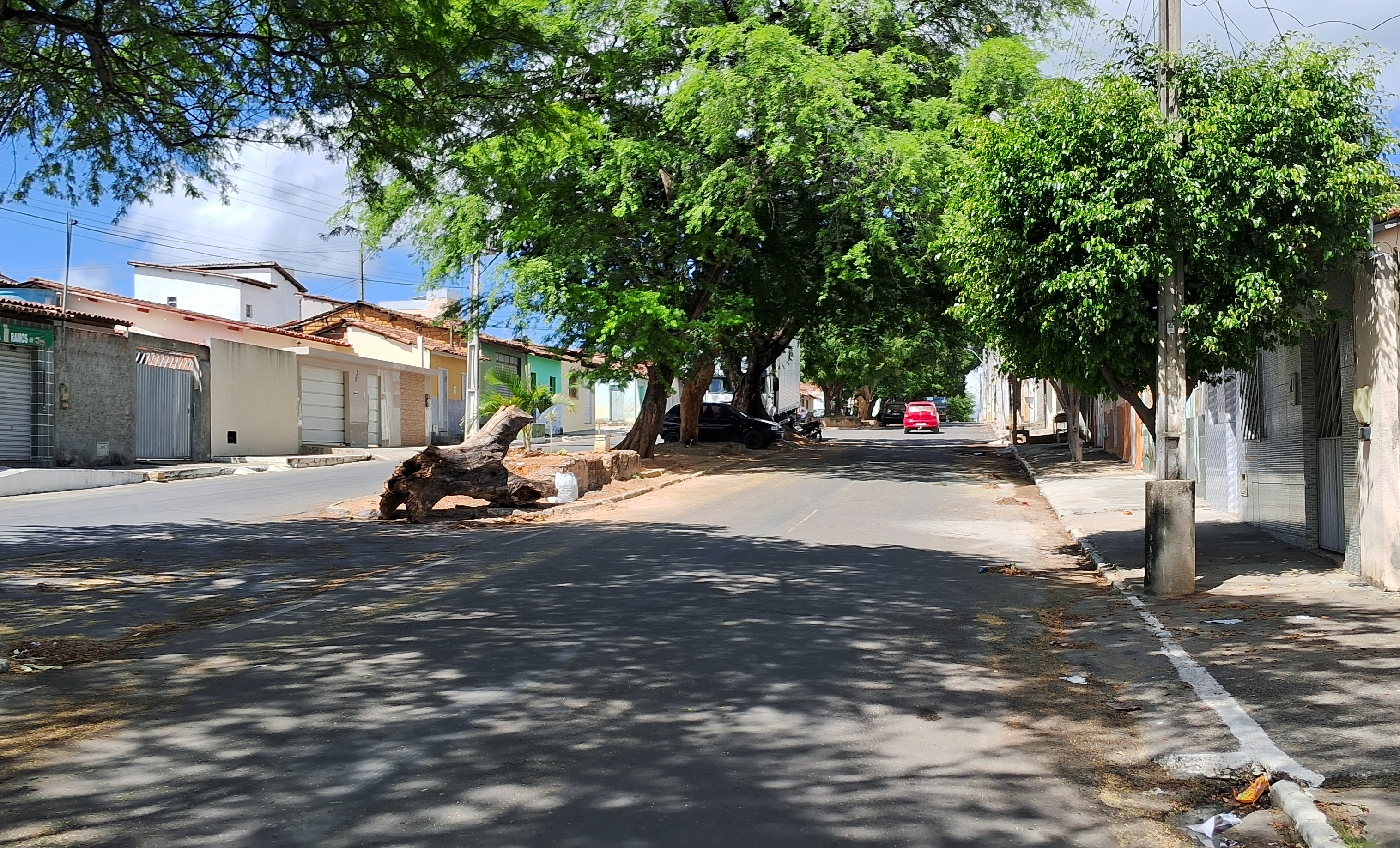
Avenida Presidente Costa e Silva, Centro de Cândido Sales, uma das principais avenidas da cidade

Segundo o Instituto Brasileiro de Geografia e Estatística (IBGE), em 2021, o município de Cândido Sales tinha um produto interno bruto (PIB) de R$ 244,7 milhões. Seu PIB per capita, em 2021, era de R$ 9 819,28.
Cândido Sales tem um pouco mais de 1 200 empresas ativas. Com relação às empresas, Cândido Sales tem como principais atividades econômicas os setores de alimentos, atividades políticas, comércio varejista, indústrias da transformação e serviços.
O município é um dos maiores produtores de mandioca do estado da Bahia. Em 2015, foi um dos principais produtores de mandioca do Brasil.

## Infraestrutura

### Transportes
Cândido Sales é cortada pela rodovia BR-116.

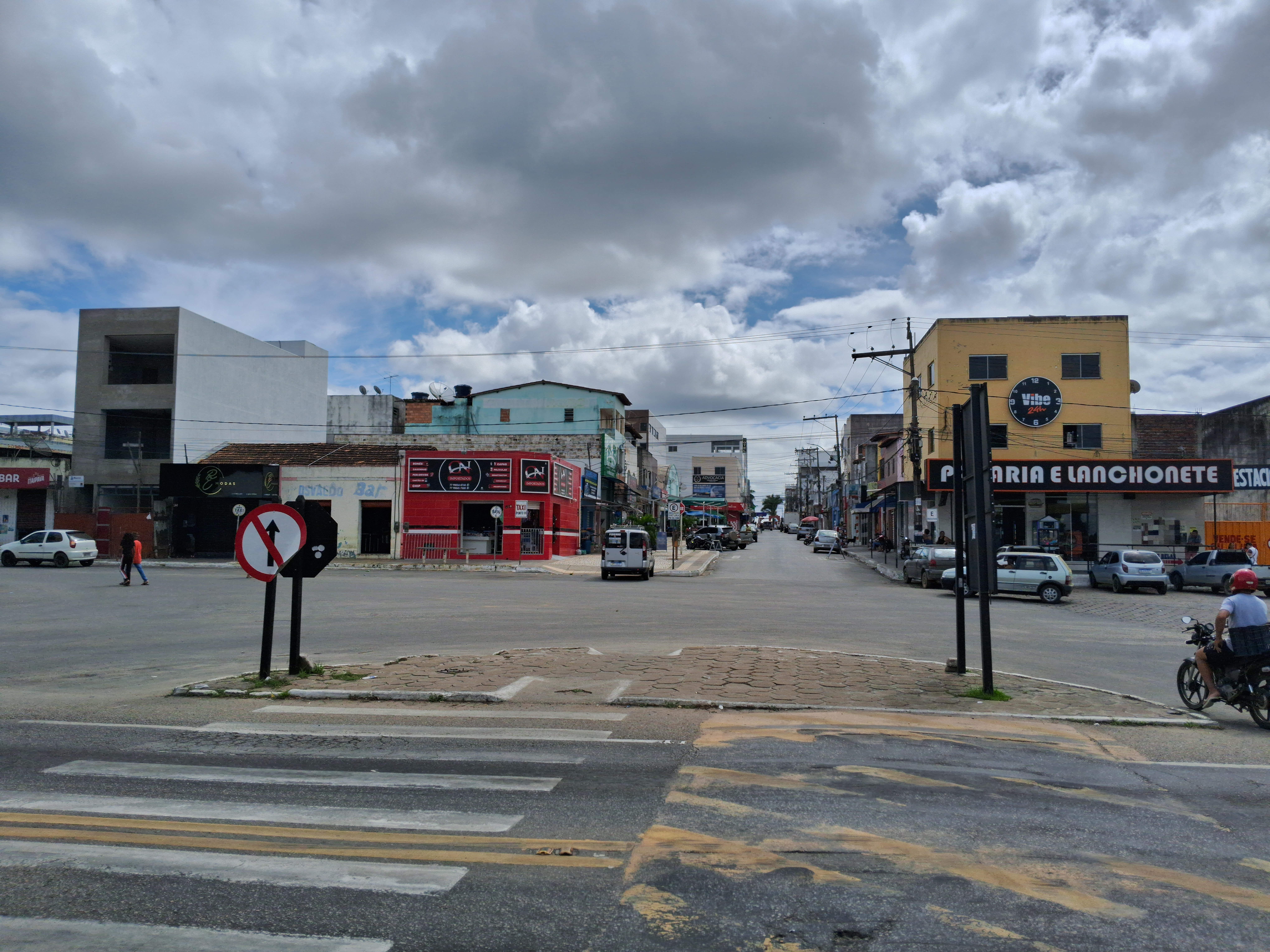
Cândido Sales, com a rodovia BR-116 em primeiro plano
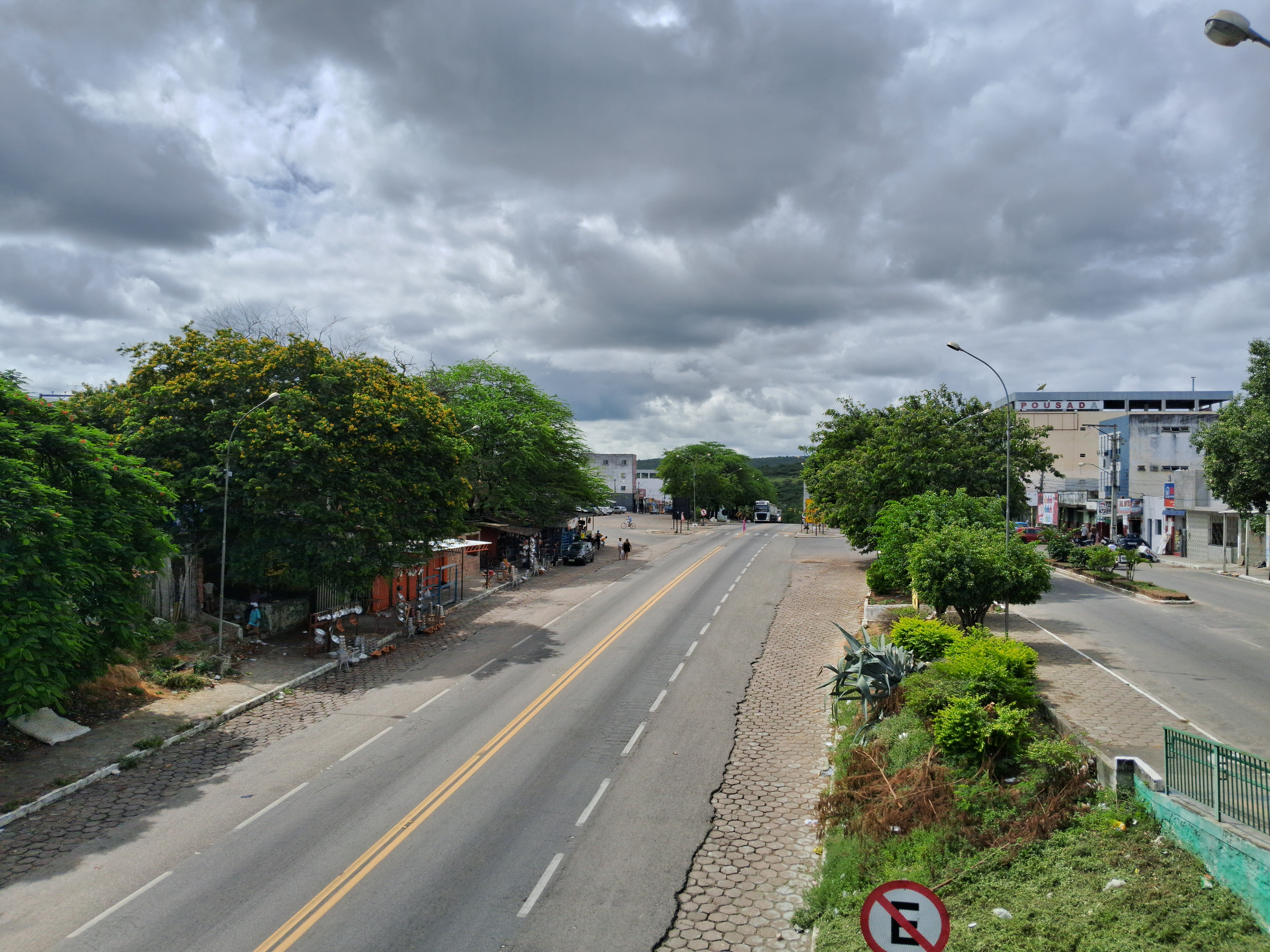
Rodovia BR-116, em Cândido Sales. Foto tirada da passarela de pedestres
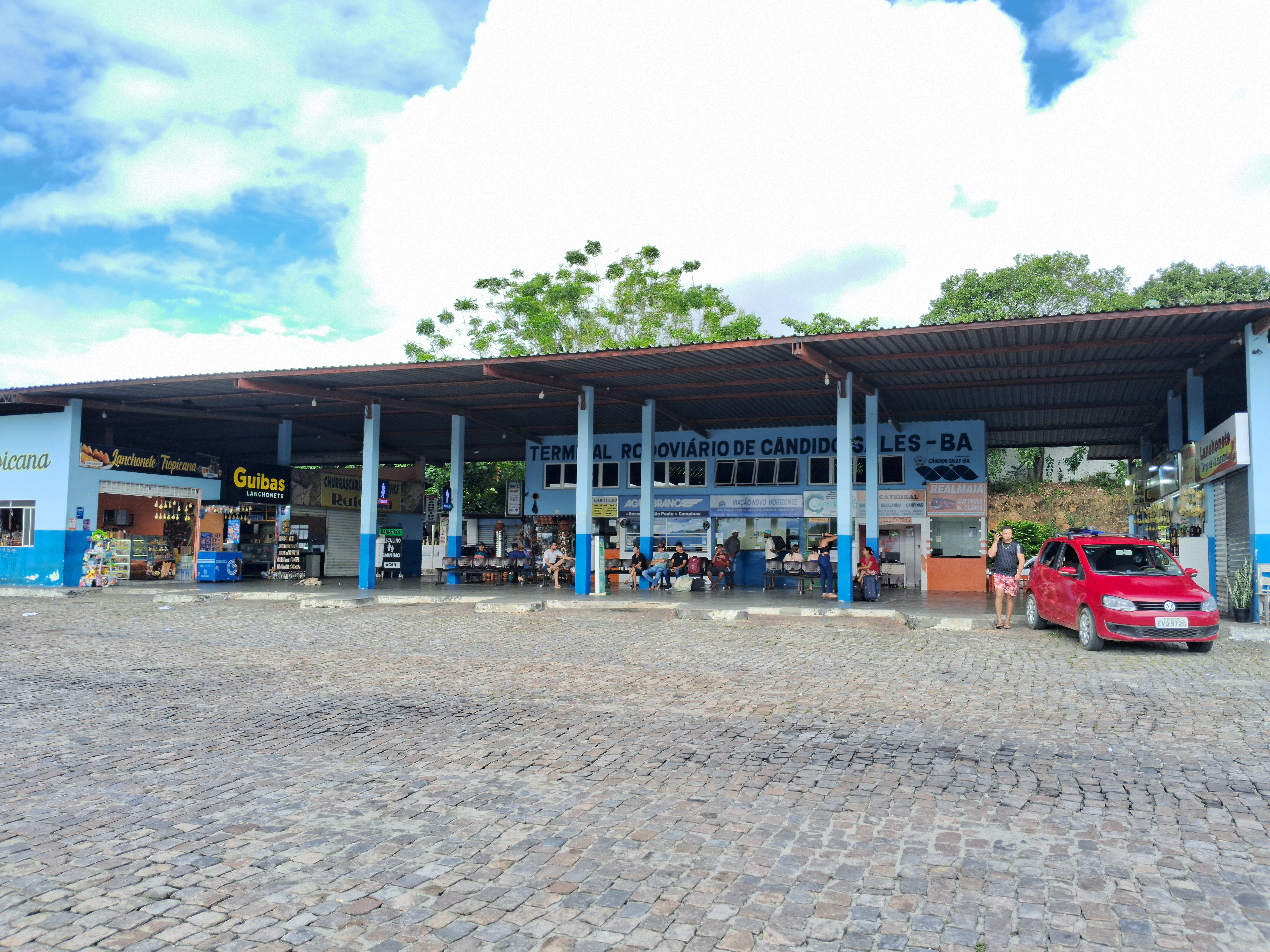
Terminal Rodoviário de Cândido Sales

## Política e administração

### Poder Executivo
O prefeito de Cândido Sales é Maurílio Lemos das Virgens, também conhecido como Dr Maurilio, do Partido Social Democrático (PSD), que assumiu o cargo em 2021 para seu primeiro mandato e foi reeleito em 2024, iniciando seu segundo mandato em 2025. O vice-prefeito é Helio Fortunato Pereira, também conhecido como Helinho, do Partido Socialista Brasileiro (PSB).

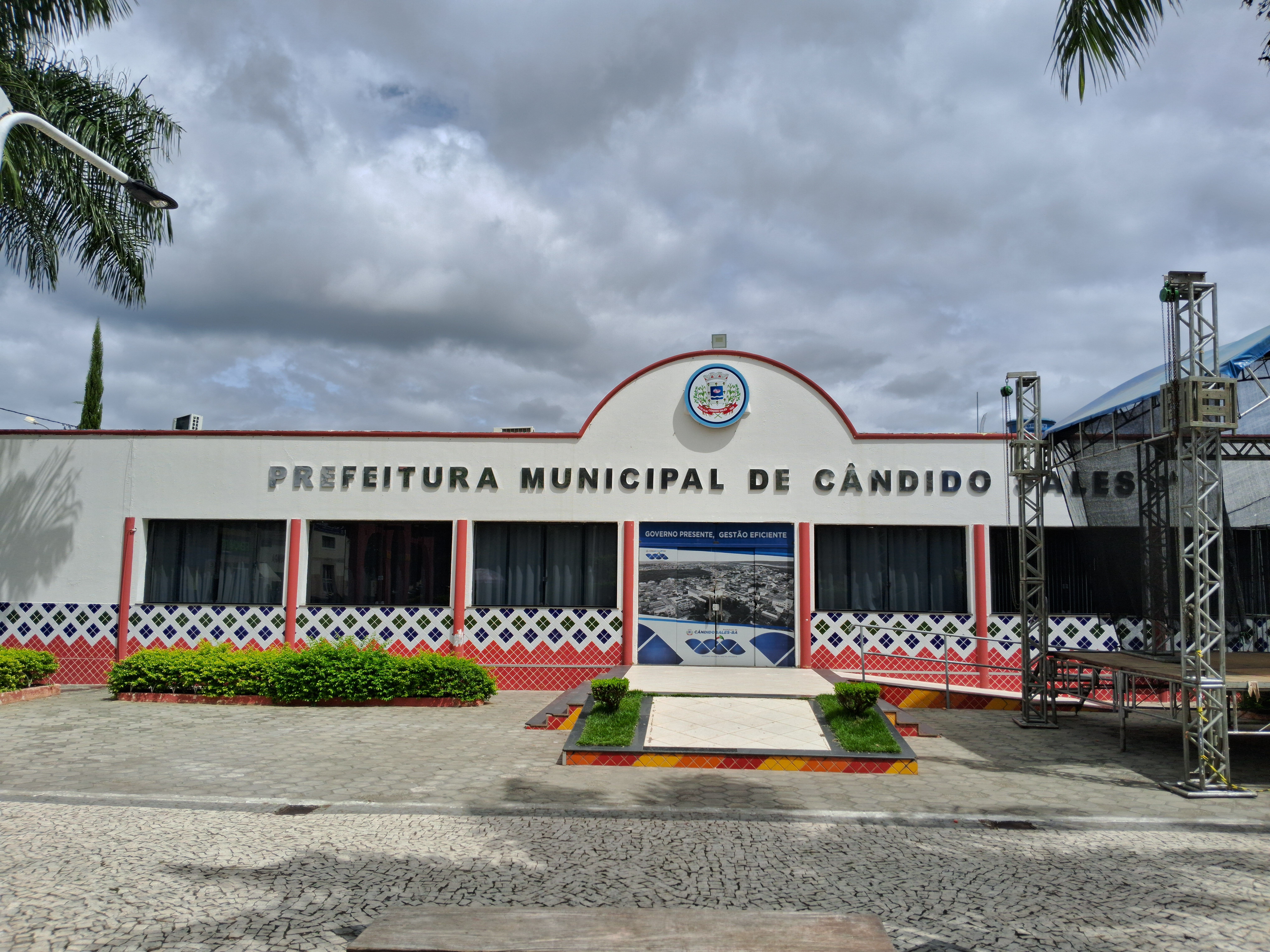
Prefeitura Municipal de Cândido Sales, no Centro da cidade

### Poder Legislativo
A Câmara Municipal de Cândido Sales é composta por onze vereadores.

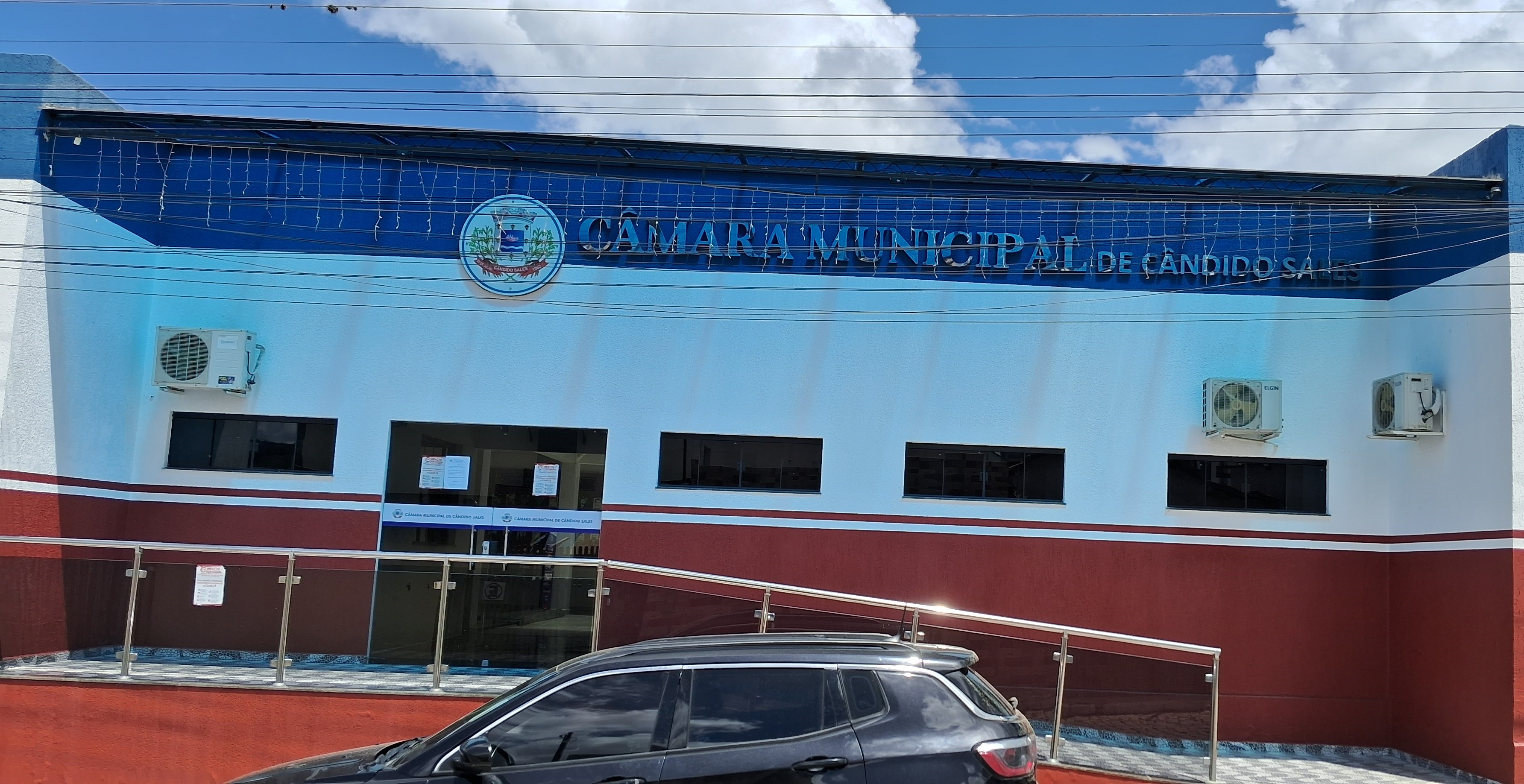
Câmara Municipal de Cândido Sales